# 圣马丹德巴韦勒
圣马丹德巴韦勒（法語：Saint-Martin-de-Bavel，法語發音：[sɛ̃ maʁtɛ̃ də bavɛl]）是法国东部安省的一个市镇，属于贝莱区。

## 地理
圣马丹德巴韦勒（45°50'57"N, 5°40'39"E）面积8.5 平方千米，位于法国奥弗涅-罗讷-阿尔卑斯大区安省，该省份为法国东部省份，北起汝拉省，西北接索恩-卢瓦尔省，西接罗讷省和里昂大都会，南至伊泽尔省，东与萨瓦省、上萨瓦省和瑞士接壤。
与圣马丹德巴韦勒接壤的市镇（或旧市镇、城区）包括：阿特马尔、塞泽里约、屈济约、大维里约、塞朗河畔瓦尔罗梅。
圣马丹德巴韦勒的时区为UTC+01:00、UTC+02:00（夏令时）。

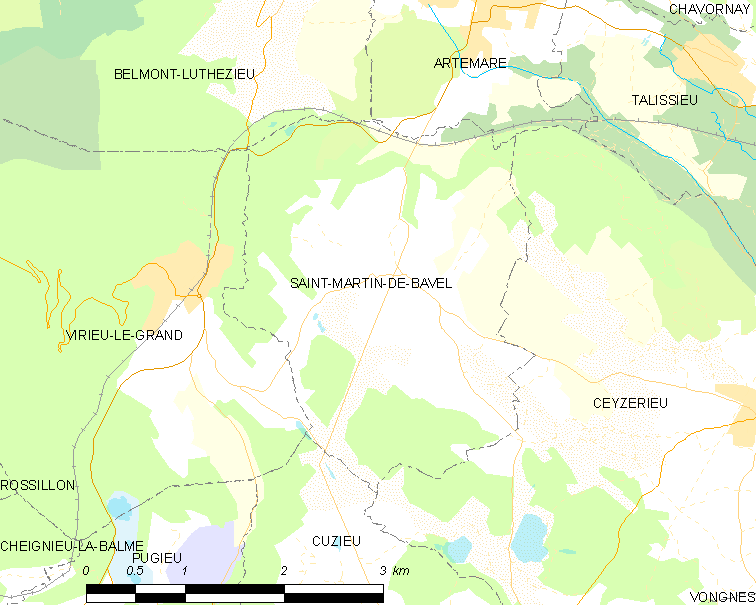
圣马丹德巴韦勒的OSM定位图

## 行政
圣马丹德巴韦勒的邮政编码为01510，INSEE市镇编码为01372。

## 政治
圣马丹德巴韦勒所属的省级选区为贝莱县。

## 人口

1962-2008年间圣马丹德巴韦勒人口变化图示

圣马丹德巴韦勒于2022年1月1日时的人口数量为431人。